# Храпуново (станція)
Храпуново (рос. Храпуново) — залізнична станція Горьківського напрямку Московської залізниці у селищі імені Воровського, Богородський міський округ, Московська область, Росія. Входить до складу Московсько-Курського центру організації роботи залізничних станцій ДЦС-1 Московської дирекції управління рухом. За основним характером роботи є проміжною, за обсягом роботи віднесена до 4 класу.
Основний пасажиропотік на станції складають жителі центральної частини селища ім. Воровського та західної частині села Йосино. За 4 км на північ від станції знаходиться платформа Лісова Ярославського напрямку МЗ.
На станції одна острівна і одна берегова пасажирська платформа, сполучені тільки настилом через колії. На платформі на Москву розташований бетонний навіс і каса. Крім основних колій, на станції є третя колія, яка використовується поїздами далекого прямування і ремонтними складами для обгону/пропуску електричок (в разі якщо це неможливо зробити у Фрязево). Є і четверта, тупикова колія для відстою товарних поїздів. Трохи на схід від станції з північного боку є додаткова колія, іноді використовується для відстою електропоїздів Храпуново — Москва (призначаються під час ремонтних робіт замість основних електричок). Станція не обладнана турнікетами.
Час руху від Москва-Пасажирська-Курська — близько 60 хвилин.